# Château d'Ajlun
Le château d'Ajlun (en arabe : قلعة عجلون, translittération :Qal'at 'Ajloun, aussi connu comme Qal'at Ar-Rabad) est une forteresse musulmane du XIIe siècle située au nord-ouest de la Jordanie. Il est placé sur une colline appartenant au Jabal Ajloun (Mont Ajloun), aussi connu comme Jabal 'Auf après des bédouins qui ont conquis la région au XIIe siècle. De ses hauteurs, le château gardait trois oueds qui descendent vers la vallée du Jourdain. Il a été construit par les Ayyoubides au XIIe siècle et agrandie par les Mamelouks au XIIIe siècle.